# Gare de Revigny
La gare de Revigny est une gare ferroviaire française de la ligne de Paris-Est à Strasbourg-Ville, située sur le territoire de la commune de Revigny-sur-Ornain, dans le département de la Meuse, en région Grand Est.
C'est une halte ferroviaire de la Société nationale des chemins de fer français (SNCF) desservie par des trains TER Grand Est.

## Histoire
Le bâtiment voyageurs de style néoclassique, est typique des gares construites par la Compagnie du chemin de fer de Paris à Strasbourg ; il correspond au type 5 dans la classification de la Compagnie des chemins de fer de l'Est. Il dispose de deux ailes de cinq et six travées de part et d'autre du corps central ce qui suggère un agrandissement après sa construction, étant donné que les gares de type 5 étaient des bâtiments symétriques. La position des tuyaux de descente des gouttières, entre la seconde et la troisième travée de chaque aile, laisse supposer une disposition d'origine de deux ailes avec deux travées chacune.[réf. nécessaire].
Contrairement à la plupart des bâtiments de Révigny, il a survécu aux bombardements de la Première Guerre mondiale. Le 12 novembre 1946 à 6 h 30, la gare est le théâtre d'une collision désastreuse entre le train de marchandise no 1138 et le train de voyageurs no 112 à quai, transportant de nombreux écoliers. 32 personnes perdent la vie parmi lesquels plusieurs personnes sur les quais et près de 70 sont blessés. L'accident survenu en plein brouillard est imputé à une erreur de la part équipe de conduite du train de marchandises, qui a péri dans l'accident.

## Fréquentation
De 2015 à 2024, selon les estimations de la SNCF, la fréquentation annuelle de la gare s'élève aux nombres indiqués dans le tableau ci-dessous.
| Année | 2015   | 2016   | 2017   | 2018   | 2019   | 2020    | 2021   | 2022    | 2023    | 2024    |
| --- | ------ | ------ | ------ | ------ | ------ | ------- | ------ | ------- | ------- | ------- |
| Voyageurs | 99 365 | 90 608 | 87 446 | 78 841 | 89 991 | 90 024* | 97 253 | 100 092 | 109 048 | 104 927 |
| * Le nombre de 90 024 pour 2020 ne correspond pas aux estimations habituelles, généralement inférieures de 33 % à celles de 2019 en raison de la crise sanitaire. En appliquant ce pourcentage, une estimation plus plausible conduit à une estimation de 60 294 voyageurs pour 2020. |        |        |        |        |        |         |        |         |         |         |

## Situation ferroviaire
Ancienne gare de bifurcation, elle est située au point kilométrique (PK) 238,040 de la ligne de Paris-Est à Strasbourg-Ville et au PK 108,177 de la ligne d'Amagne - Lucquy à Revigny, partiellement déclassée. Elle était aussi l'origine de la ligne de Revigny à Saint-Dizier déclassée en totalité. Son altitude est de 146 m.
Lors de la première guerre mondiale, afin de faciliter le mouvement des troupes, le plan des voies est remanié avec la construction d'importants sauts-de-mouton de part et d'autre de Revigny — voir schéma ci-dessous — afin de permettre aux trains de passer d'une ligne à l'autre sans cisailler le trafic et de rendre possible une future mise à quatre voies de la ligne de Paris à Strasbourg. L'essentiel de ces installations est abandonné, la voie n'ayant jamais été posée sur certains remblais.
Schéma des installations de la gare de Revigny :

## Service des voyageurs

### Desserte
- TER Grand Est
  - Ligne 29 : Nancy - Bar-le-Duc - Châlons-en-Champagne - Reims

## Service des marchandises
Cette gare est ouverte au service du fret.